# Божегурський сільський округ
Божегу́рський сільський округ (каз. Божығұр ауылдық округі, рос. Божегурский сельский округ) — адміністративна одиниця у складі Жарминського району Абайської області Казахстану. Адміністративний центр — село Салкинтобе.
Населення — 692 особи (2021; 915 у 2009, 1234 у 1999, 1703 у 1989).
Станом на 1989 рік існувала Божугурська сільська рада (села Пер'ятінка, Покровка, Троїцьке) з центром у селі Троїцьке колишнього Чарського району.

## Склад
До складу округу входять такі населені пункти:
| Населений пункт  | Старі назви | Населення, осіб (1989) | Населення, осіб (1999) | Населення, осіб (2009) | Населення, осіб (2021) |
| ---------------- | ----------- | ---------------------- | ---------------------- | ---------------------- | ---------------------- |
| Каражал, село    | Покровка    | 596                    | 472                    | 285                    | 269                    |
| Салкинтобе, село | Троїцьке    | 730                    | 470                    | 409                    | 349                    |
| Укілі, село      | Пер'ятінка  | 377                    | 292                    | 221                    | 74                     |